# ブリティッシュ・ダーツ・オーガナイゼイション
ブリティッシュ・ダーツ・オーガナイゼイション (British Darts Organisation (BDO)、イギリスダーツ組織)は、ダーツ団体の1つである。1973年1月7日に、オリー・クローフトによって、設立された。
BDOは、1976年に組織されたワールド・ダーツ・フェデレイション (WDF) の設立メンバーでもある。しかし2020年清算。
BDOの手がける範囲は、アマチュア、スーパー・リーグ、ユース、カウンティ、プロフェッショナルにおけるそれぞれの男女部門と幅広い。
現在、イギリスにおいて66会員のカウンティがあり、世界中の69の国々と協力関係にある。

## 設立から分裂までの歴史
1973年にBDOが設立されるまで、ナショナル・ダーツ・アソシエイション・オヴ・グレイト・ブリテン (NDAGB) が、イギリスのダーツを支配していた。
NDAGBの時代は、The Peopleというチームが行っていた試合と、ニューズ・オヴ・ザ・ワールドというトーナメントを除き、あまりメディアに取り上げられる存在ではなかった。
このNDAGBに取って代わり、BDOは、スポンサーシップを募り、多くのテレビ放送を誘致し、ダーツを国際的なプロフェッショナル・スポートにした。
1979年までには、イギリスにおけるダーツ人口の見積もりが、週に3、4回真剣にプレイする層が200万人、それとは別に、頻繁にプレイする層が300万人、さらにそれとは別に、少なくとも年1回はプレイする層が200万人となる。
1976年、ダーツにおける世界統治を目指すため、オリー・クローフトと14カ国の代表が、ワールド・ダーツ・フェデレイションを設立する。
1978年、ダーツにおけるワールド・チャンピオンシップのアイディアを思いつき、エンバシー・ブランドのスポンサーシップとBBCのテレビ放送を手配したマイク・ワタスンにより、Embassy ワールド・ダーツ・チャンピオンシップが、初開催される。
1979年1月、BBCで放送された2度目のEmbassy ワールド・ダーツ・チャンピオンシップの決勝戦は、800万の視聴数があった。
また、70年代から80年代には、エリック・ブリストウ、ジョン・ロウ、アラン・エヴァンス、ジョッキー・ウィルソン、レイトン・リース、クリフ・ラザレンコなどのスター・プレイヤーも、誕生した。
このワールド・チャンピオンシップが始まってから、ダーツのテレビ放送は、ITVやBBCなどで、増えていった。
また、テレビの放送時の、右にプレイヤー、左にボードというBDOの手法は、今や全世界に広がっている。

### ダーツ界の分裂
タバコの規制が高まってきた80年代後半になると、タバコを吸い、酒を飲みながらプレイしていたダーツは、与える印象が悪くなり、1988年までには、多くのスポンサーを失い、1989年には、ワールド・チャンピオンシップだけが、テレビ放送される唯一のトーナメントとなってしまう。
ダーツ用品製造業者、プレイヤー、マネージャーの中には、この状況を何とかしようとするものが現れた。
1992年、現役で活躍しているその時点までの全ワールド・チャンピオンを含む16人のプロフェッショナル・プレイヤーが、ワールド・ダーツ・カウンスル (WDC) を創設した。
彼らが独自に開催するテレビ放送されたイヴェントは、大当たりしたものもあり、彼らには事が前に進んでいるように思えた。
しかし、BDOは彼らの行動が気に入らなかったため、1つに集約された最後のワールド・チャンピオンシップである1993 Embassy ワールド・チャンピオンシップの後、BDOのトーナメントや国際試合への出場を禁止し、他のプレイヤーにも、彼らとダーツをしたら、たとえチャリティーであろうとも、彼らと同様の処置をとるとした。

## 分裂後
歴代の全ワールド・チャンピオンがBDOを去り、名実を兼ね備えたスター・プレイヤーがいなくなったものの、大量の賞金を提供することで新しいプレイヤーを補充し、わずか数年でBDOのダーツはレヴェルを取り戻した。
それどころか、エリック・ブリストウ、ジョン・ロウ、ジョッキー・ウィルソンがBDOで繰り広げていたよりも、レヴェルの高いダーツが行われるようになる。
一方、WDCは、ブリストウなどの不調から抜け出せないプレイヤーが増えた上に、新しいプレイヤーがなかなか集まらず、ワールド・チャンピオンシップ間における全体的なレヴェルの逆転が起きる。
また、初回のWDC ワールド・チャンピオンシップの賞金総額は、BDOの半分以下であった。
1997年、トムリン・オーダーにより、WDCを、プロフェッショナル・ダーツ・コーポレイション (PDC) と名称変更させるが、PDCに所属するプレイヤーへの制裁を解き、全てのプレイヤーが、ワールド・チャンピオンシップ以外は、どのトーナメントでも、自由に参加できることを、BDOは受け入れる。
2000年代の初頭は、オリー・クローフトは、BDOだけでなく、PDCのプレイヤーにも、十分な賞金額と莫大な数のトーナメントを提供していると述べ、BDOのPR担当であるロバート・ホウムズは、フィル・テイラーは驚異的なプレイヤーに疑いは無いが、統計値がはっきりと示すように、最高のダーツは、全てエンバシーにあると述べていた。
しかし、当時から両試合を観戦すると、エンバシーのチャンピオンがフィル・テイラーを打ち破れるとは到底思えず、統計値で見ても、確かに全体的には、BDOの方が上だが、最上位層、少なくともチャンピオンは、PDCの方が上であった。
そして、何度か行われたチャンピオンの直接対決では、常にPDCのチャンピオンであるフィル・テイラーの勝利で幕を閉じている。
また、PDCは、WDCの頃から、ダーツをより魅力的にするため、プレイヤー全員へのニックネイムの付与や、凝った入場演出などを取り入れてきた。
それと同時に、試合中の飲み物をアルコールから冷水にするなど、悪い印象を改善し、ダーツをよりスポーツとして定着させる基本的なことも、行ってきた。
これらは、後からBDOも模倣するが、プレイヤーやダーツそのものを魅力的にする努力を、BDOが主体となって行ってきたとは言い難い。
2003年7月、イギリス政府が、スポーツ・イヴェントにおけるたばこ広告を禁止したため、1978年の初回から変わってなかったタバコ会社からの援助はなくなり、打撃を受けた。
2004年からは、会場であるレイクサイド・カントゥリー・クラブから、スポンサーシップを受けるようになったが、この年、前年よりも若干賞金総額が、下がっている。
2001年、ロニー・バクスター、スティーブ・ビートン、クリス・メイソン、ピーター・マンリー、アンディ・ジェンキンスが、PDCに移籍する。
このとき、クローフトは、エンバシーに与える影響はわずかで、彼らはエンバシーの第1ラウンドも通過できないだろうと答えている。
そして、この移籍は、プレイヤーがBDOから大量に離れていく前兆ではないと付け加えた。
だが、クローフトの発言とは裏腹に、移籍はますます加速し、2006年には、BDOで最も輝かしい記録を持っていたレイモンド・ファン・バルネフェルトが移籍し、その後も、若きスター・プレイヤー達が、大きなタイトルすら防衛することも無く去っていくことも珍しくなくなった。
BDOに所属経験のないPDCで育ったプレイヤーも増え始めたところにこれらのプレイヤーが加わり、両団体間におけるレヴェルの再逆転が起きる。
BDO ワールド・ダーツ・チャンピオンシップを創設したマイク・ワタスンは、もはやBDO ワールド・チャンピオンシップのテレビ放送すら見ておらず、現在、最高のプレイヤーは、全員PDCにいると述べている。
現在、賞金額でも圧倒的な差をつけられ、移籍する大きな理由の1つとなっている。

### PDCへの対抗策
分裂後、BDOは、PDC (WDC) に対して、様々な対抗策を取ってきた。
まず、1993年にBDOの全てのトーナメントにWDCに加入した全プレイヤーの参加を禁止した。
この制裁は、BDOに忠誠を誓い、BDOに戻ることでしか解除しないとしていた。
その上、BDOのプレイヤー達にも、WDCのプレイヤーとプレイしたものは、たとえエキシビションのチャリティーでさえも、同様にBDOのトーナメントの参加を禁ずるとした。
これに対しWDCは、法廷に持ち込んだが、双方時間もコストも掛かりすぎたため、1997年、トムリン・オーダーにより、この制裁を解き、その後、どのプレイヤーも開催団体に関わらず自由に参加できることを認める代わりに、WDCの名称から世界統治団体の意味を削らせ、BDOをイギリスの統治団体、WDFを世界の統治団体と認めさせる。
このときより、WDCは、プロフェッショナル・ダーツ・コーポレイション (PDC) となる。
その後、2001年のPDC ワールド・チャンピオンシップに、PDCがBDOの女子トップ・プレイヤーを招待したときは、BDOは女子プレイヤーを出場させないため、このワールド・チャンピオンシップに出場したプレイヤーのランキング・ポイントを減らすと脅し、2001年におけるBDOのワールド・チャンピオンシップから、女子部門を新設した。
また、主要プレイヤーによるPDCへの移籍が増加してくると、主要トーナメント上位入賞者に、その後3年は、レイクサイドに参加すると言う契約を結ばせるようになった。
だが、レイクサイドの最年少チャンピオンという広告塔であったイェレ・クラーセンなど、契約を結ばせても移籍するプレイヤーもおり、BDOは、法廷に持ち込むと脅したものの、時間とコストの関係より、実際には何も大きな動きはない。
賞金でもPDCに負けるようになってくると、BDOは、達成されなければ支払われないナイン・ダート・フィニッシュの賞金を加えて賞金総額を発表するようになる。
しかし、分裂前のポール・リム以降、レイクサイドでは、一度もナイン・ダート・フィニッシュは達成されておらず、その上、支払われない分まで加えたBDOが発表する賞金総額で比べたとしても、PDCのワールド・ダーツ・チャンピオンシップはおろか、ワールド・マッチプレイやワールド・グランプリなどの賞金総額にすら、追いつかない状況にある。
2010年にPDCは、BDOのウィメンズ・ワールド・チャンピオンシップよりも賞金の高いウィメンズ・ワールド・チャンピオンシップを開催するが、BDOは、2011年のチャンピオンの賞金を以下のように設定した。
| 年   | 団体 | 賞金総額 | チャンピオン | 準優勝 | 準決勝 | 準々決勝 | ラスト16 | ラスト32 |
| ---- | ---- | -------- | ------------ | ------ | ------ | -------- | -------- | -------- |
| 2010 | BDO  | £12,000  | £6,000       | £2,000 | £1,000 | £500     |          |          |
| 2010 | PDC  | £30,000  | £10,000      | £5,000 | £2,500 | £1,250   | £625     | £0       |
| 2011 | BDO  | £16,000  | £10,000      | £2,000 | £1,000 | £500     |          |          |

## プレイヤーの流出
もともとBDOのトップ層だけで結成されたPDCであるが、近年、BDOのトップ層を中心にPDCへの移籍が増大している。
小さなタイトルだけでなく、主要タイトルすら防衛せず移籍することも珍しくない。
逆に、PDCからBDOへの移籍は、稀であり、PDCのプレミア・タイトルを獲得したプレイヤーが、BDOに移籍した例は、ない。
ダーツ界の分裂以降のBDO ワールド・チャンピオンシップと、ワールド・マスターズでチャンピオンになったプレイヤーで、PDCに移籍したものと移籍しなかったものを分けると、次のようになる。
なお、プレイヤー名の後にある括弧内の年は、そのプレイヤーが、チャンピオンとなった年であり、1つめがワールド・チャンピオンシップ、2つめがワールド・マスターズである。
| PDCに移籍したチャンピオン - 男子 - ジョン・パート (1994), ( - ) - リッチー・バーネット (1995), (1994) - スティーブ・ビートン (1996), (1993) - レイモンド・ファン・バルネフェルト (1998-1999, 2003, 2005), (2001, 2005) - アンディ・フォーダム (2004), (1999) - イェレ・クラーセン (2006), ( - ) - マーク・ウェブスター (2008), ( - ) - エリック・クラリス ( - ), (1995) - コリン・マンク ( - ), (1996) - トニー・ウェスト ( - ), (2003) - マーヴィン・キング ( - ), (2004) - マイケル・ヴァン・ガーウェン ( - ), (2006) - ロバート・ソーントン ( - ), (2007) - クリスチャン・キスト (2012), ( - ) - スコット・ウェイツ (2013, 2016), (2011) - スティーブン・バンティング (2014), (2012-2013) - スコット・ミッチェル (2015), ( - ) - グレン・デュラント (2017-2019), (2015-2016) - クリストフ・ラタイスキー ( - ), (2017) - アダム・スミス=ニール ( - ), (2018) - ジョン・オシェイ ( - ), (2019) - 女子 - アナスタシア・ドブロミスロワ (2008, 2012-2013), ( - ) - リサ・アシュトン (2014-2015, 2017-2018), (2011, 2018-2019) | PDCに移籍していないチャンピオン - 男子 - レス・ウォレス (1997), (1998) - テッド・ハンキー (2000, 2009), ( - ) - ジョン・ウォルトン (2001), (2000) - トニー・デイヴィッド (2002), ( - ) - マーティン・アダムズ (2007, 2010-2011), (2008-2010) - ウェイン・ウォーレン (2020), ( - ) - グラハム・ハント ( - ), (1997) - マーティン・フィリップス ( - ), (2014) - 女子 - トリナ・ガリバー (2001-2007, 2010-2011, 2016), (2000, 2002-2005, 2016) - フランシス・フーンセラール (2009), (1999, 2006, 2008) - 鈴木未来 (2019-2020), ( - ) - シャロン・コルクロー ( - ), (1995) - シャロン・ダグラス ( - ), (1996) - マンディー・ソロモンズ ( - ), (1997) - カレン・ローマン ( - ), (1998) - アン・キアク ( - ), (2001) - カリン・クラッペン ( - ), (2007) - リンダ・イサロード ( - ), (2009) - ジュリー・ゴア ( - ), (2010, 2012) - アイリーン・デ・グラーフ ( - ), (2015) - ロレイン・ウィンスタンリー ( - ), (2017) |

特殊な例
- 男子
  -  マーク・ダッドブリッジ ( - ), (2002): 彼は、この試合以外にBDO/WDFのトーナメントには、参加していない[14]。
- 女子
  -  デタ・ヘッドマン[注釈 2] ( - ), (1994): 彼女は、最初BDOでプレイしていたが、仕事の関係でリタイアし、その後、PDCに復帰するも、またもや仕事の関係でリタイアし、2009年、再びBDOに復帰した。

### 移籍前の活躍
ここでは、主なPDCへ移籍したプレイヤーのBDO主要トーナメントにおける決勝戦到達記録を紹介する。
次の2つの表は、ダーツ界の分裂後にPDCに移籍した主要プレイヤーとBDO/WDFの歴代主要タイトル獲得者を合わせたものである。
女子プレイヤーの記録は、全て女子部門のものであり、歴代ワールド・チャンピオンのみを対象としている。
また、表中の略称は、以下を意味している。
- WPC: BDO ワールド・プロフェッショナル・ダーツ・チャンピオンシップス
- WM: ワールド・マスターズ
- WC: WDF ワールド・カップ
- IDL: インターナショナル・ダーツ・リーグ
- WDT: ワールド・ダーツ・トロフィー

| プレイヤー                             | PDC              | BDO                             | WPC優勝                  | WPC準優勝          | WM優勝        | WM準優勝      | WC優勝              | WC準優勝 | IDL優勝            | IDL準優勝 | WDT優勝      | WDT準優勝     |
| -------------------------------------- | ---------------- | ------------------------------- | ------------------------ | ------------------ | ------------- | ------------- | ------------------- | -------- | ------------------ | --------- | ------------ | ------------- |
| ポール・リム                           | 1994-            | 1981-1994                       |                          |                    |               |               |                     |          |                    |           |              |               |
| シェイン・バージェス                   | 1994-2008, 2018  | 1988-1994, 2012-2014            |                          |                    |               |               |                     |          |                    |           |              |               |
| ピーター・マンリー                     | 1996-2011        | 1995-1996                       |                          |                    |               |               |                     |          |                    |           |              |               |
| ジョン・パート                         | 1997-2020        | 1991-1997                       | 1: 1994                  |                    |               |               |                     |          |                    |           |              |               |
| ローランド・ショルテン                 | 1999-2013        | 1992-1999                       |                          |                    |               |               | 1: 1993             |          |                    |           |              |               |
| リッチー・バーネット                   | 1999-            | 1995-1999                       | 1: 1995                  | 2: 1996, 1998      | 1: 1994       | 2: 1995-1996  |                     |          |                    |           |              |               |
| スティーブ・ビートン                   | 2001-            | 1992-2001                       | 1: 1996                  |                    | 1: 1993       |               |                     |          |                    |           |              |               |
| ロニー・バクスター                     | 2001-2018        | 1987-2001                       |                          | 2: 1999-2000       |               | 1: 1997       |                     |          |                    |           |              |               |
| ケビン・ペインター                     | 2001-2021        | 1994-2001                       |                          |                    |               |               |                     |          |                    |           |              |               |
| ウェイン・ジョーンズ                   | 2002-            | 1988-2002                       |                          |                    |               | 1: 1999       |                     |          |                    |           |              |               |
| ウェイン・マードル                     | 2002-2012        | 1993-2002                       |                          |                    |               |               |                     |          |                    |           |              |               |
| テリー・ジェンキンス                   | 2003-2018        | 1993-2003                       |                          |                    |               |               |                     |          |                    |           |              |               |
| ジェームズ・ウェイド                   | 2004-            | 2001-2004                       |                          |                    |               |               |                     |          |                    |           |              |               |
| エリック・クラリス                     | 2004-2006        | 1989-2004                       |                          |                    | 1: 1995       |               |                     |          |                    |           |              |               |
| コリン・マンク                         | 2004-2011        | 1993-2004                       |                          |                    | 1: 1996       |               |                     |          |                    |           |              |               |
| ピーター・ライト                       | 2004-            | 1995-2004                       |                          |                    |               |               |                     |          |                    |           |              |               |
| レイモンド・ファン・バルネフェルト     | 2006-            | 1990-2006                       | 4: 1998-1999, 2003, 2005 | 2: 1995, 2006      | 2: 2001, 2005 | 1: 2003       | 3: 1997, 1999, 2003 |          | 3: 2003-2004, 2006 |           | 2: 2003-2004 |               |
| ジェイミー・ケーブン                   | 2007-2019        | 1992-2007                       |                          |                    |               |               |                     |          |                    |           |              |               |
| マイケル・ヴァン・ガーウェン           | 2007-            | 2003-2007                       |                          |                    | 1: 2006       |               |                     |          |                    |           |              |               |
| ヴィンセント・ファン・デル・フォールト | 2007-            | 2001-2007                       |                          |                    |               |               |                     |          |                    |           |              |               |
| イェレ・クラーセン                     | 2007-            | 2003-2007                       | 1: 2006                  |                    |               |               |                     |          |                    |           |              |               |
| マーヴィン・キング                     | 2007-            | 1995-2007                       |                          | 2: 2003, 2005      | 1: 2004       | 1: 2000       |                     |          | 1: 2005            | 1: 2003   |              | 2: 2003, 2005 |
| メンサー・スルホビック                 | 2007-            | 1999-2007                       |                          |                    |               |               |                     |          |                    |           |              |               |
| コ・ストンプ                           | 2008-2013        | 1995-2008                       |                          |                    |               |               |                     |          |                    |           |              |               |
| ロバート・ソーントン                   | 2008-2020        | 2002-2008                       |                          |                    | 1: 2007       |               |                     |          |                    |           |              |               |
| アンディ・フォーダム                   | 2009-2011        | 1994-2009                       | 1: 2004                  |                    | 1: 1999       |               |                     | 1: 2001  |                    |           |              |               |
| マーク・ウェブスター                   | 2009-2019        | 2007-2009                       | 1: 2008                  |                    |               |               | 1: 2007             |          |                    | 1: 2007   |              |               |
| ゲイリー・アンダーソン                 | 2009-            | 2000-2009                       |                          |                    |               |               |                     |          | 1: 2007            |           | 1: 2007      |               |
| サイモン・ウィットロック               | 2002-2003, 2009- | 2004-2009                       |                          | 1: 2008            |               |               |                     |          |                    |           |              |               |
| ディク・ファン・ダイク                 | 2009-2018        | 2003-2009                       |                          |                    |               |               | 1: 2005             |          |                    |           |              |               |
| デイブ・チズナル                       | 2011-            | 2007-2011                       |                          | 1: 2010            |               |               |                     |          |                    |           |              |               |
| トニー・ウェスト                       | 2012-2016        | 2002-2012                       |                          |                    | 1: 2003       |               |                     |          |                    |           |              |               |
| ダリル・ガーニー                       | 2013-            | 2004-2013                       |                          |                    |               |               |                     |          |                    |           |              |               |
| スティーブン・バンティング             | 2014-            | 2002-2014                       | 1: 2014                  |                    | 2: 2012-2013  |               |                     | 1: 2013  |                    |           |              |               |
| アラン・ノリス                         | 2015-2020        | 2006-2015                       |                          | 1: 2014            |               |               |                     |          |                    |           |              |               |
| クリストフ・ラタイスキー               | 2018-            | 2007-2017                       |                          |                    | 1: 2017       |               |                     |          |                    |           |              |               |
| グレン・デュラント                     | 2019-2022        | 2004-2019                       | 3: 2017-2019             |                    | 2: 2015-2016  | 1: 2018       |                     |          |                    |           |              |               |
| スコット・ウェイツ                     | 2020-            | 2004-2020                       | 2: 2013, 2016            | 1: 2019            | 1: 2011       | 1: 2008       | 1: 2011             |          |                    |           |              |               |
| ジム・ウィリアムズ                     | 2021-            | 2012-2020                       |                          | 1: 2020            |               |               | 1: 2015             |          |                    |           |              |               |
| レス・ウォレス                         |                  | 1995-2003                       | 1: 1997                  |                    | 1: 1998       | 1: 1993       |                     |          |                    |           |              |               |
| テッド・ハンキー                       |                  | 1996-2012, 2014-2020            | 2: 2000, 2009            | 1: 2001            |               |               |                     |          |                    |           |              |               |
| ジョン・ウォルトン                     |                  | 1993-2014, 2015-2016, 2018-2019 | 1: 2001                  |                    | 1: 2000       |               |                     |          |                    |           |              |               |
| トニー・デイヴィッド                   |                  | 1996-2018                       | 1: 2002                  |                    |               |               |                     |          |                    | 1: 2004   | 1: 2002      |               |
| マーティン・アダムズ                   |                  | 1982-2020                       | 3: 2007, 2010-2011       | 1: 2015            | 3: 2008-2010  | 1: 2006       | 2: 1995, 2001       |          |                    |           |              | 2: 2004, 2006 |
| グラハム・ハント                       |                  | 1997-2006                       |                          |                    | 1: 1997       |               |                     |          |                    |           |              |               |
| トニー・オシェイ                       |                  | 1995-2020                       |                          | 3: 2009, 2012-2013 |               | 2: 2004, 2012 | 1: 2009             |          |                    | 1: 2005   |              | 1: 2002       |
| ゲイリー・ロブソン                     |                  | 1995-2020                       |                          |                    |               |               |                     |          |                    |           | 1: 2005      |               |
| ダリル・フィットン                     |                  | 2000-2020                       |                          |                    |               | 1: 2007       |                     |          |                    |           |              |               |

| プレイヤー                   | PDC       | BDO                  | WPC優勝                        | WPC準優勝          | WM優勝                   | WM準優勝                 | WC優勝        | WC準優勝 | WDT優勝 | WDT準優勝     |
| ---------------------------- | --------- | -------------------- | ------------------------------ | ------------------ | ------------------------ | ------------------------ | ------------- | -------- | ------- | ------------- |
| アナスタシア・ドブロミスロワ | 2008-2011 | 2004-2008, 2011-2020 | 3: 2008, 2012-2013             |                    | 1: 2014                  | 1: 2008                  |               |          |         | 1: 2004       |
| リサ・アシュトン             | 2019-     | 2007-2020            | 4: 2014-2015, 2017-2018        | 2: 2013, 2020      | 3: 2011, 2018-2019       | 1: 2015                  | 1: 2015       |          |         |               |
| トリナ・ガリバー             |           | 1993-2020            | 10: 2001-2007, 2010-2011, 2016 | 2: 2008-2009       | 6: 2000, 2002-2005, 2016 | 4: 1998-1999, 2009, 2011 | 2: 1999, 2003 | 1: 2005  | 1: 2003 |               |
| フランシス・フーンセラール   |           | 1994-2012            | 1: 2009                        | 5: 2002, 2004-2007 | 3: 1999, 2006, 2008      | 4: 2000, 2004-2005, 2010 | 1: 2001       | 1: 2005  | 1: 2004 | 2: 2003, 2005 |

## ダーツボード
BDOが設立された1973年から、Winmauが、ダーツボードの提供業者となっている。
Winmauは、1976年よりワールド・マスターズのタイトル・スポンサーにもなってきた。
2010年のWinmau ワールド・マスターズから、Winmau ダーツボードの最上位シリーズであるBLADEの最新版、BLADE 4が、導入された。

## 主なトーナメント
通常、"BDOのトーナメント"や"BDOのイヴェント"とは、純粋にBDOが主催するものだけではなく、WDFが開催するものや、他のWDFのメンバーが主催するものも含むが、BDOのランキングに関係しないものは、含まれないことが多い。
ここでも、この定義に沿って解説する。
BDOのトーナメントのカテゴリは、WDFよりも複雑である。
トーナメントを分類するカテゴリが多く、そのカテゴリに入るトーナメントも、またカテゴリそのものも頻繁に変わるため、毎年確認する必要がある。
その上、WDFと同じ用語や似たような用語を使用しているのにもかかわらず、分類は異なるため、注意が必要である。
BDOのトーナメント
- スペシャル・イヴェンツ
- ヨーロッパのオープン
  - カテゴリ 'A'
  - カテゴリ 'B'
  - カテゴリ 'C'
  - カテゴリ 'D'
  - カテゴリ 'E'
- ヨーロッパ以外のトーナメント
  - カテゴリ 1
  - カテゴリ 2
  - カテゴリ 3

まず、スペシャル・イヴェンツ以外のものだが、それぞれ賞金額とエントリー数により、規模の大きい方からそれぞれ、AからE、1から3に分類されている。
この"カテゴリ 1"などの名称は、WDFによるトーナメント分類と全く同名であるが、同一のものでない。
例えば、ジャパン・オープンは、WDFの分類だと、カテゴリ 2となるが、BDOの分類だと、カテゴリ 1となる。
また、ランキング・ポインツは、各カテゴリごとに一律に決まっており、高い方から順に、カテゴリ 'A'、カテゴリ 'B'、カテゴリ 1、カテゴリ 'C'、カテゴリ 2、カテゴリ 'D'、カテゴリ 3、カテゴリ 'E'となっている。
次に、スペシャル・イヴェンツについてだが、このカテゴリに入るものは、BDOが主要と捉えているイヴェントであり、全てがテレビ放送されているわけでも、全てがカテゴリ 'A'よりランキング・ポインツが高いわけでもない。
賞金が、全くないものや、カテゴリ 2よりランキング・ポインツが低いものも存在している。
しかし、イギリスでテレビ放送されていたり、最高賞金額や最も高いランキング・ポインツが獲得できるトーナメントも、このカテゴリに含まれている。

### テレビ放送
現在、毎年行われるBDOのトーナメントでイギリスにおいてテレビ放送されているものは、2つある。
トーナメント名の前の括弧は、(BDOのカテゴリ / WDFのカテゴリ) となっている。
- (スペシャル / メジャー) Lakeside ワールド・プロフェッショナル・ダーツ・チャンピオンシップス ( BBC、 SBS 6)
- (スペシャル / メジャー) Winmau ワールド・マスターズ ( BBC)
- (スペシャル / メジャー) Zuiderduin ダッチ・グランド・マスターズ ( RTV N-H)
- (カテゴリ 'A' / カテゴリ 1) ダッチ・オープン ( SBS 6)

### スペシャル・イヴェンツ

#### Lakeside ワールド・プロフェッショナル・ダーツ・チャンピオンシップス
ワールド・チャンピオンシップスは、BDO最大のトーナメントであり、イングランドのフリムリー・グリーンにあるレイクサイド・カントリー・クラブで開催される。
このトーナメントは、1978年に始まり、1994年から、PDCのワールド・チャンピオンシップも開催されるようになるまでの最初の15年間は、唯一のワールド・チャンピオンシップだった。
2001年から、ウィメンズも新設されており、毎年このイヴェントからは、男女2人のチャンピオンが、誕生している。
また、このイヴェントには、名称が何度か変更されてきた。
それぞれの期間における名称は、次の通り。
ワールド・ダーツ・チャンピオンシップ (1978-1994)
ワールド・プロフェッショナル・ダーツ・チャンピオンシップ (1995-2000)
ワールド・プロフェッショナル・ダーツ・チャンピオンシップス (2001-2020)
テレビ放送 BBC (1978-2016),  BTスポーツ (2015-2018),  ユーロスポーツ (2019-2020)
| 歴代男子チャンピオン (1978 - 2020) - 5 エリック・ブリストウ (1980 - 1981, 1984 - 1986) - 4 レイモンド・ファン・バルネフェルト (1998 - 1999, 2003, 2005) - 3 ジョン・ロウ (1979, 1987, 1993) - 3 マーティン・アダムズ (2007, 2010 - 2011) - 3 グレン・デュラント (2017 - 2019) - 2 ジョッキー・ウィルソン (1982, 1989) - 2 フィル・テイラー (1990, 1992) - 2 テッド・ハンキー (2000, 2009) - 2 スコット・ウェイツ (2011, 2016) - 1 レイトン・リース (1978) - 1 キース・デラー (1983) - 1 ボブ・アンダーソン (1988) - 1 デニス・プリーストリー (1991) - 1 ジョン・パート (1994) - 1 リッチー・バーネット (1995) - 1 スティーブ・ビートン (1996) - 1 レス・ウォレス (1997) - 1 ジョン・ウォルトン (2001) - 1 トニー・デイヴィッド (2002) - 1 アンディ・フォーダム (2004) - 1 イェレ・クラーセン (2006) - 1 マーク・ウェブスター (2008) - 1 クリスチャン・キスト (2012) - 1 スティーブン・バンティング (2015) - 1 ウェイン・ウォーレン (2020) | 歴代女子チャンピオン (2001 - 2020) - 10 トリナ・ガリバー (2001 - 2007, 2010 - 2011, 2016) - 4 リサ・アシュトン (2014 - 2015, 2017 - 2018) - 3 アナスタシア・ドブロミスロワ (2008, 2012 - 2013) - 2 鈴木未来 (2019 - 2020) - 1 フランシス・フーンセラール (2009) |

#### Winmau ワールド・マスターズ
1974年に始まったワールド・マスターズは、最も長く続いたBDOのメジャー・タイトルであり、2020年にBDOが清算される前年の2019年まで毎年BDOによって開催されていた。2022年から、新たにWDFによってWDFワールド・マスターズが、この歴史ある大会を引き継ぐ形で開催されている。BDOのトーナメントの中で、2番目に大きいイヴェントでもある。
フラムで初開催されてから、このトーナメントは、ウェンブリーや、アールズ・コート, ケンジントン, レイクサイド・カントリー・クラブ, ブリドリントン, ハル・シティ・ホールなど様々に場所を変えて開催された。
各セットについて、ベスト・オヴ・3・レッグズと、レイクサイドより短いのが、特徴である (レイクサイドは、ベスト・オヴ・5・レッグズ) 。
1982年から、ウィメンズが、1986年からユースが新設され、1999年からユースが、ボーイズとガールズが分離独立して行われるようになった。
その結果、4人のチャンピオンが、毎年誕生している。
参加人数が多いこともあり、最も歴史があるトーナメントにもかかわらず、複数回チャンピオンになれたプレイヤーは、レイクサイドより少ないが、ダーツ界の分裂が起きる1993年以前においては、複数回優勝も、2大タイトル取得も、珍しいことではなかった。
テレビ放送 ITV (1974-1988),  BBC (2001-2010),  ESPN (2011-2012),  ユーロスポーツ (2013-2015, 2017, 2019)
| 歴代男子チャンピオン (1974 - 2019) - 5 エリック・ブリストウ (1977, 1979, 1981, 1983 - 1984) - 3 ボブ・アンダーソン (1986 - 1988) - 3 マーティン・アダムズ (2008 - 2010) - 2 ジョン・ロウ (1976, 1980) - 2 デイブ・ウィットコム (1982, 1985) - 2 レイモンド・ファン・バルネフェルト (2001, 2005) - 2 スティーブン・バンティング (2012 - 2013) - 2 グレン・デュラント (2015 - 2016) - 1 (25人のプレイヤー) | 歴代女子チャンピオン (1982 - 2019) - 6 トリナ・ガリバー (2000, 2002 - 2005, 2016) - 4 マンディー・ソロモンズ (1988 - 1989, 1993, 1997) - 3 フランシス・フーンセラール (1999, 2006, 2008) - 3 リサ・アシュトン (2011, 2018 - 2019) - 2 キャシー・ワンズ (1984, 1986) - 2 ジュリー・ゴア (2010, 2012) - 2 デタ・ヘッドマン (1994, 2013) - 1 (16人のプレイヤー) |

#### Zuiderduin ダッチ・グランド・マスターズ
ダッチ・グランド・マスターズは、オランダで開かれるトーナメントである。
2007年までは、WDFのランキングに反映されないトーナメントであったが、ワールド・ダーツ・トロフィーとインターナショナル・ダーツ・リーグの中止を受けて、2008年よりWDFのメジャーとなった。
テレビ放送 RTV N-H
| 歴代男子チャンピオン (1995-2009) - 4 レイモンド・ファン・バルネフェルト (1995, 2001, 2003-2004) - 2 マーティン・アダムズ (1996, 2000) - 2 ゲイリー・アンダーソン (2007, 2008) - 1 トニー・デイヴィッド (2002) - 1 マーヴィン・キング (2005) - 1 ダリル・フィットン (2009) | 歴代女子チャンピオン (2008-2009) - 1 リサ・アシュトン (2008) - 1 ジュリー・ゴア (2009) |

#### WDF カップ・イヴェンツ
WDFが主催するカップ・イヴェンツは、以下のものがある。
- WDF ワールド・カップ (メジャー)
- WDF アメリカズ・カップ (カテゴリ 2)
- WDF アジア / パスィフィック・カップ (カテゴリ 2)
- WDF ヨーロッパ・カップ (カテゴリ 2)

これらは、1977年から、奇数年はワールド・カップ、偶数年はそれ以外 (アジア / パスィフィックは、2000年から、アメリカズ・カップは、2002年から) が、開催されており、シングルズ、ペア、チームなど、様々な対戦形式のトーナメントから成り立っている。
スペシャル・イヴェンツであるが、賞金は、全く出ない。
ワールド・カップは、イギリスにおいて1987年までITVがテレビ放送しており、ヨーロッパ・カップもテレビ放送された年があったが、現在は行われていない。
また、2010年より、PDCもワールド・カップを開催し始めたため、ワールド・チャンピオンシップと同じく、こちらも対抗していくことになりそうである。

### その他のトーナメント
ここでは、主要なカテゴリ 'A'とカテゴリ '1'に入るものを紹介する。
トーナメント名の後にある括弧内は、WDFのカテゴリ分類である。
| - ブリティッシュ・オープン (カテゴリ 1) - ダッチ・オープン (カテゴリ 1) - ジャーマン・オープン (カテゴリ 1) - アイル・オヴ・マン・オープン (カテゴリ 2) - スコットランド・オープン (カテゴリ 1) - ウェルシュ・オープン (カテゴリ無し) | - ジャパン・オープン (カテゴリ 2) - カネイディアン・オープン (カテゴリ 2) - ラスベガス・オープン (カテゴリ 3) - ニュージーランド・オープン (カテゴリ 2) - U.S.A. ダート・クラシック (カテゴリ 3) - ヴァージニア・ビーチ・クラシック (カテゴリ 2) - パスィフィック・マスターズ (カテゴリ 2) |

## 過去のトーナメント

### 主要トーナメント
次の2つはオランダで開かれていた主要トーナメントである。
どちらも、PDCのプレイヤーが、参加を中止したことにより、テレビ放送が終了したため、BDOはトーナメント自体を終了させた。
これらの代わりに、2008年より、ダッチ・グランド・マスターズが、BDOのスペシャル、WDFのメジャーに入れられる。

#### Topic インターナショナル・ダーツ・リーグ
インターナショナル・ダーツ・リーグ (IDL) は、2003年からオランダで開催されていたトーナメントである。
2006年、レイモンド・ファン・バルネフェルトがPDCに移籍したとき、トーナメントの主催者は、BDOにPDCプレイヤーを4人招待することに同意させた。
この年は、PDCのプレイヤーとして、レイモンド・ファン・バルネフェルトがチャンピオンとなっている。
テレビ放送 SBS 6 (2003-2007)
歴代チャンピオン (2003-2007)
- 3 レイモンド・ファン・バルネフェルト (2003-2004, 2006)
- 1 マーヴィン・キング (2005)
- 1 ゲイリー・アンダーソン (2007)

#### Bullit ワールド・ダーツ・トロフィー
ワールド・ダーツ・トロフィー (WDT) は、毎年BDOが開催するものの中で3番目に大きく、オランダで2番目に行われるようになったトーナメントであった。
2006年と2007年は、PDCのプレイヤーが招かれるようになり、2006年はPDCのプレイヤーがチャンピオンとなった。
テレビ放送 SBS 6 (2002-2007)
歴代チャンピオン (2002-2007)
- 2 レイモンド・ファン・バルネフェルト (2003-2004)
- 1 トニー・デイヴィッド (2002)
- 1 ゲイリー・ロブソン (2005)
- 1 フィル・テイラー (2006)
- 1 ゲイリー・アンダーソン (2007)

### その他の終了したトーナメント

#### Unipart ブリティッシュ・プロフェッショナル・チャンピオンシップ
ブリティッシュ・プロフェッショナル・チャンピオンシップは、1981年から1988年まで、BBCでテレビ放送されていたトーナメントである。
1988年のトーナメントが終わった後、BBCは、このイヴェントの放送から撤退したため、ワールド・チャンピオンシップが、唯一のテレビ放送となる。
テレビ放送 BBC (1981-1988)
歴代チャンピオン (1981-1988)
- 4 ジョッキー・ウィルソン (1981, 1983, 1986, 1988)
- 2 エリック・ブリストウ (1982, 1985)
- 1 マイク・グレゴリー (1984)
- 1 キース・デラー (1987)

#### Bullseye ダーツ・チャンピオンシップ
これは、80年の変わり目に、3年間開催されたトーナメントであり、ITVの長寿番組Bullseyeではない。
テレビ放送 BBC (1979-1981)
歴代チャンピオン (1979-1981)
- 2 ジョッキー・ウィルソン (1980-1981)
- 1 トニー・ソーンタグ (1979)

#### Butlins グランド・マスターズ
グランド・マスターズは、1977年から1985年まで開催されたトーナメントである。
会場は、バーミンガムのパブで、試合形式は、ベスト・オヴ・9・レッグズとなっていた。
テレビ放送 ATV (1977-1983)
歴代チャンピオン (1977-1985)
- 4 エリック・ブリストウ (1981-1983, 1985)
- 2 ボビー・ジョージ (1979, 1980)
- 1 ジョン・ロウ (1977)
- 1 レイトン・リース (1978)
- 1 マイク・グレゴリー (1984)

#### MFI ワールド・マッチプレイ
現在、PDCが開催しているワールド・マッチプレイと同名のトーナメントを、1980年代、BDOも開催していた。
このトーナメントは、短命に終わったが、1984年の10月13日、ジョン・ロウが対キース・デラー戦において、テレビ放送史上初のナイン・ダート・フィニッシュを達成した歴史的意義のあるトーナメントである。
ロウは、この偉業により、£102,000を獲得した。
この賞金額は、BDO ワールド・チャンピオンの賞金を含め、BDO/WDFの賞金で、これより多いものは、現在ですらまだ無い。
そもそも、このワールド・マッチプレイにおけるチャンピオンの賞金は、同年のワールド・チャンピオンシップより高額であり、"The richest prize in darts" というキャッチ・フレーズがあった。
ロウは、その後も順調に勝ち進み、このトーナメントの初代チャンピオンにもなった。
テレビ放送 ITV (1984-1988)
結果
| 年   | チャンピオン (決勝平均)      | スコア (セッツ) | 準優勝 (決勝平均)        | 賞金総額 | チャンピオン | 準優勝 | スポンサー | 会場                                  |
| ---- | ---------------------------- | --------------- | ------------------------ | -------- | ------------ | ------ | ---------- | ------------------------------------- |
| 1984 | ジョン・ロウ                 | 5-3             | クリフ・ラザレンコ       | £36,000  | £12,000      | £5,000 | MFI        | フルクラム・センター (スラウ)         |
| 1985 | エリック・ブリストウ         | 5-4             | ボブ・アンダーソン       | £41,000  | £15,000      | £6,000 | MFI        | フルクラム・センター (スラウ)         |
| 1986 | マイク・グレゴリー           | 5-1             | ジョッキー・ウィルソン   | £41,000  | £15,000      | £6,000 | MFI        | フェスティヴァル・ホール (エセックス) |
| 1987 | ボブ・アンダーソン           | 5-1             | ジョン・ロウ             | £47,400  | £18,000      | £7,000 | MFI        | フェスティヴァル・ホール (エセックス) |
| 1988 | エリック・ブリストウ (92.91) | 5-1             | ボブ・シンネーブ (88.38) | £52,000  | £21,000      | £7,500 | MFI        | フェスティヴァル・ホール (エセックス) |